# Maison Treilhes
La maison Treilhes est un manoir situé près de la place centrale dans le bourg d'Artonne en Limagne dans le Puy-de-Dôme en France. 

## Histoire
La maison a été édifiée en 1775 pour Claude Treilhes, notaire royal. Il subsiste encore des vestiges d'une précédente bâtisse du Moyen-Âge avec deux baies murées sont visibles dans le soubassement d’une façade rue Mercière. Sa belle-fille fera percer en 1812 une porte dans l’enclos du jardin et probablement réaliser des aménagements intérieurs, dont le papier peint du salon.
L'édifice a été inscrit au titre des monuments historiques le 10 février 2020,.

## Description

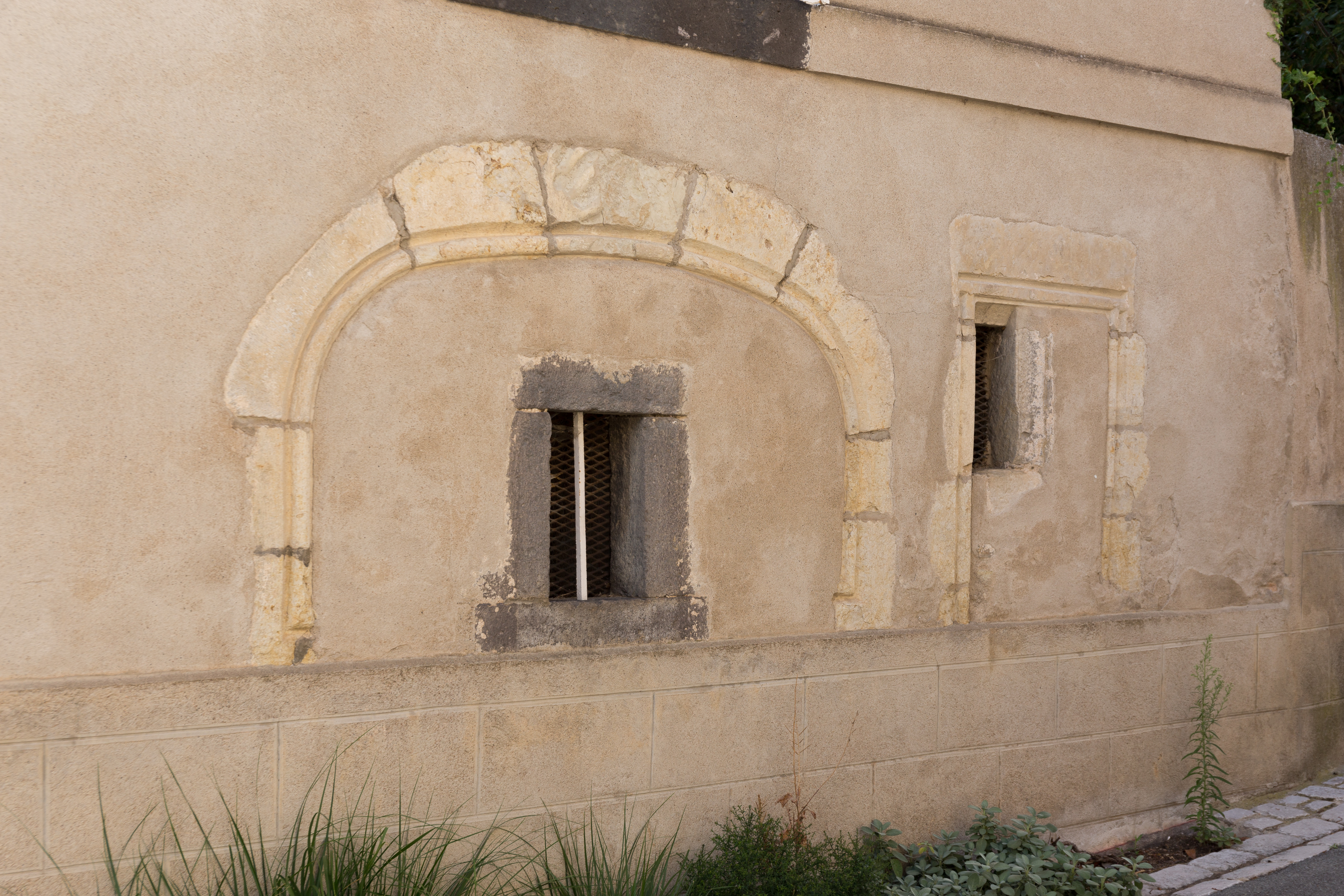
Baies murées du Moyen Âge.

La propriété comprend une partie d’habitation, une grange et un jardin clos. L’habitation, disposée autour d’une cour, est composée de deux ailes d’un et deux étages et d’un corps de bâtiment plus bas, autrefois ouvert sur la place et servant comme halle lors des marchés.
Les façades très sobres présentent des percements à encadrement de pierre de Volvic se détachant sur les enduits clairs des murs.
Elle conserve en place un papier peint panoramique d’un intérêt exceptionnel.